# アガフィヤ・ウラジミロヴナ
アガフィヤ・ウラジミロヴナ（ロシア語: Агафия Владимировна、1103/7年 - 1144年以前?）は、キエフ大公ウラジーミル・モノマフの三女である。おそらく、母はギリシャ出身のエフィミヤ（モノマフの二人目の妻）とみられる。

## 生涯
モノマフとエフィミヤの結婚は1099年頃であり、エフィミヤは1107年に死去している。また、エフィミヤには三人の男児がおり、彼らが1103年までに誕生しているため、アガフィヤの出生は、1103年から1107年と推測される。
1116年、グロドノ公フセヴォロドと結婚した。また、1144年に、アガフィヤとフセヴォロドとの間の二人の娘の結婚に関する記述があるが、この時にはアガフィヤは既に死去していたとみられる。

## 子女
アガフィヤと夫フセヴォロドの間の子には以下の人物がいる。
- ボリス
- グレプ
- ムスチスラフ(ru)
- 娘 - 1144年、チェルニゴフ公ウラジーミルと結婚
- アンナ - 1144年、ピンスク公ユーリーと結婚